# Britzer Mühle
Die Britzer Mühle (vormals: Stechhansche Mühle nach dem zweiten Müller und Eigentümer K. A. A. Stechhan benannt) ist eine voll funktionsfähige Galerieholländerwindmühle des äußerst seltenen zwölfkantigen Typs mit zwei Mahlgängen. Sie ist eine der acht verbliebenen Windmühlen in Berlin und die einzig überbliebene der sechs Britzer Mühlen an ihrem Originalstandort.

## Standort
Die heutige Britzer Mühle steht auf dem Gelände der Bundesgartenschau 1985 am Rand des Britzer Gartens, inmitten eines weitläufigen Obstgartens im Berliner Ortsteil Britz im Bezirk Neukölln, Buckower Damm 130. Verwalterin der Britzer Mühle ist die Grün Berlin GmbH. 

## Vorgeschichte des Grundstücks

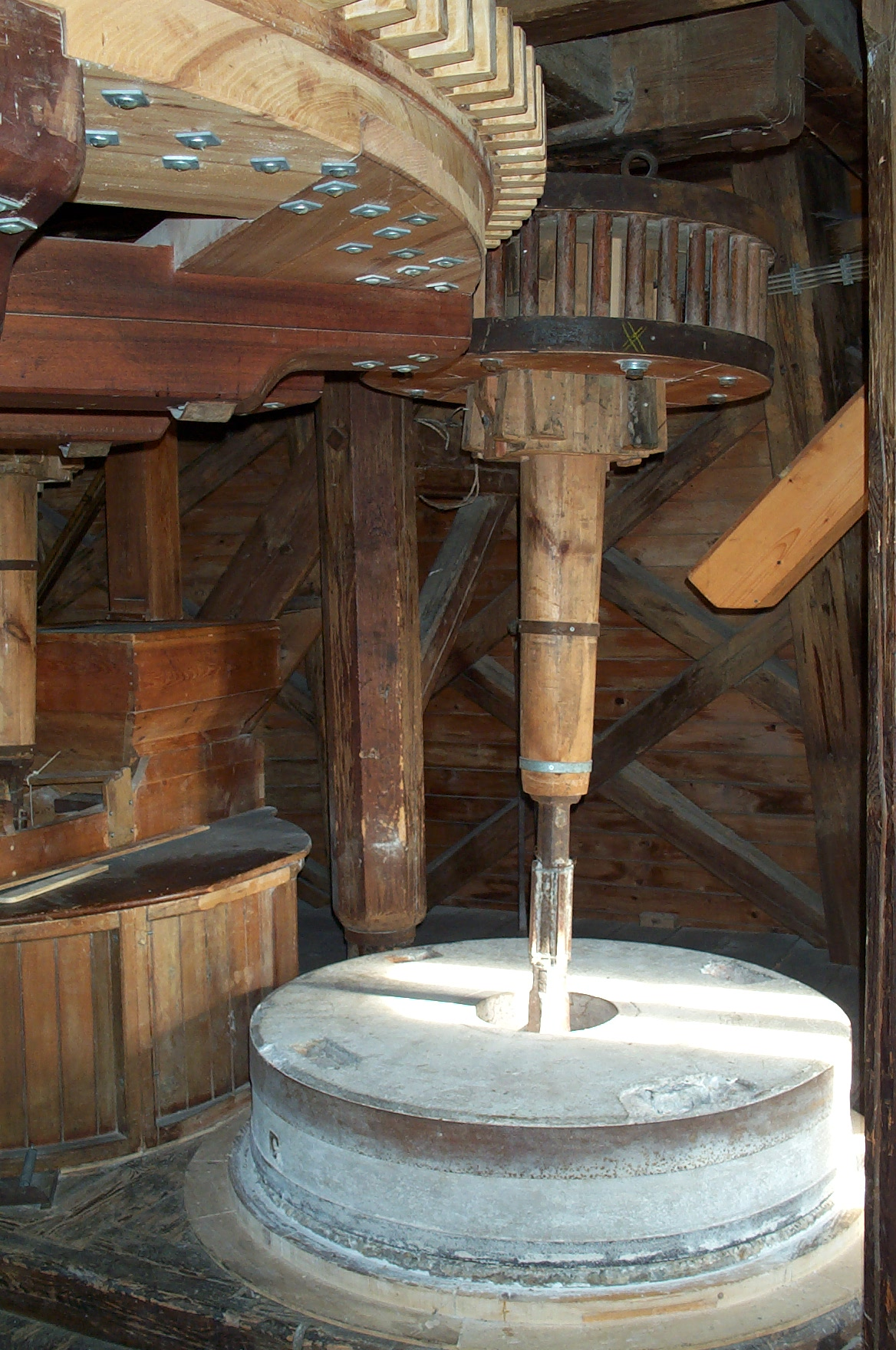
Mahlgang in der Mühle

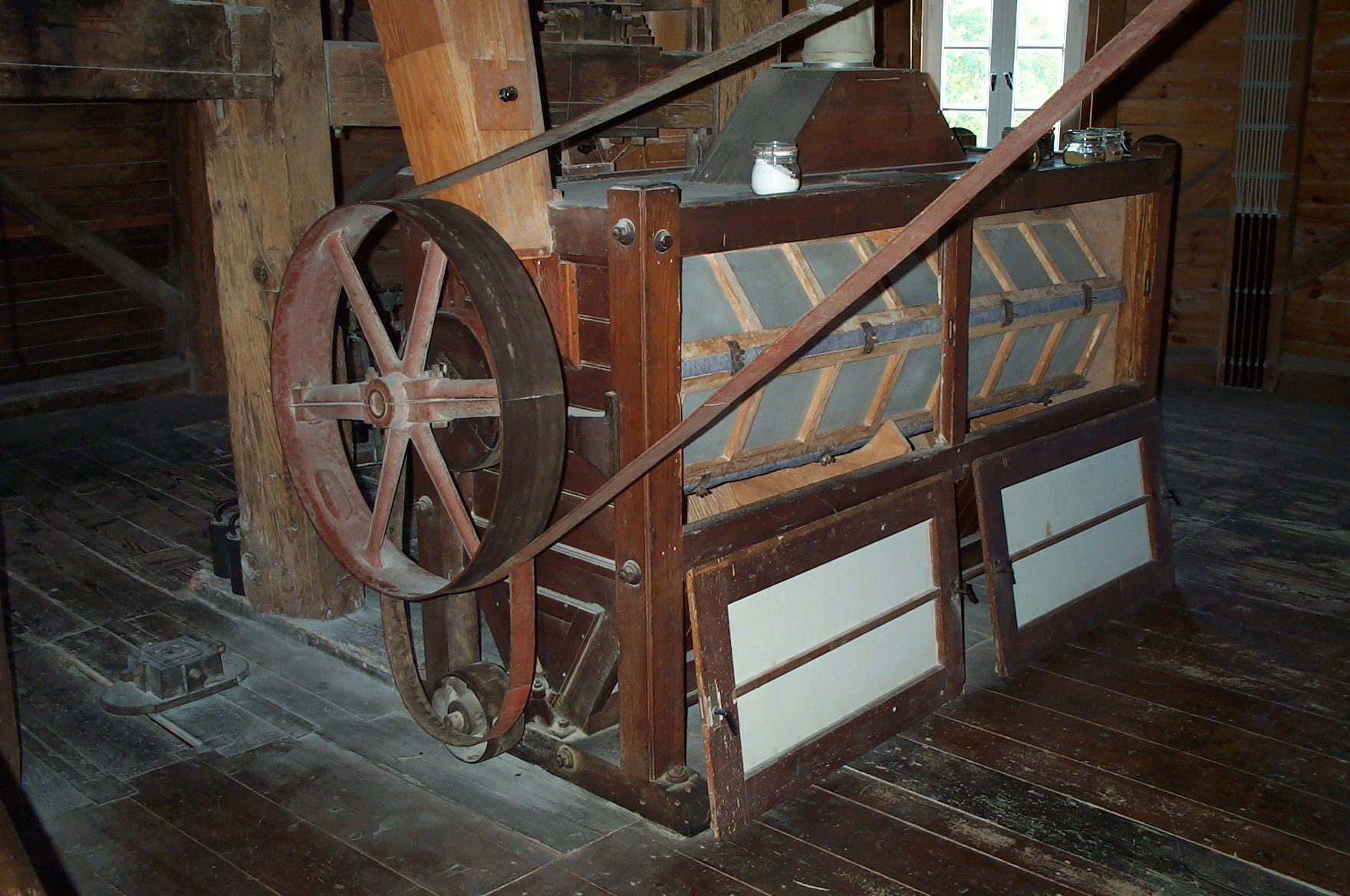
Sichter in der Mühle

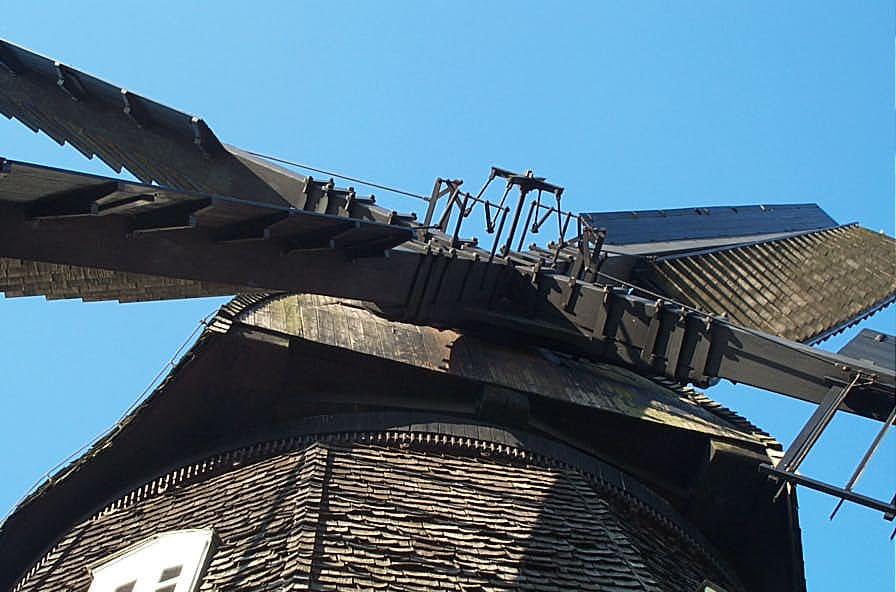
Jalousieflügel an der Britzer

Im Jahr 1856 erwarb der Bäckermeister Friedrich Jentsch das Grundstück für 440 Taler, das 1861 für 2.495 Taler durch eine Versteigerung an den Kaufmann Heinrich Simon ging; in dieser Zeit wurden Wohnhaus, Scheune und Stallungen gebaut, was den Wert des Anwesens erheblich steigerte. 1862 erwarb es der Bäckermeister Friedrich Wilhelm Schulz für 5.500 Taler, der es 1865 an den Holzhändler Carl-Rudolf Wismar für 1.450 Taler weiterverkaufte. Er übertrug wegen Zahlungsschwierigkeiten alle Rechte des Adjudikationsbescheides an den Müllermeister Johann Wilhelm Gottlob Dörfer, der damit Eigentümer mit allen Rechten und Bauherr der neuen Mühle wurde.

## Geschichte der Mühle
In den Jahren 1865 und 1866 erbaute Johann Wilhelm Gottlob Dörfer die Galerieholländerwindmühle mit britisch-amerikanischer Technik in Britz, die er bereits 1874 wegen Ortswechsels an den Mühlenmeister Karl Albert August Stechhan für 19.000 Taler verkaufte. Das mitveräußerte bewegliche Mühleninventar nebst Beständen war anteilig mit 2.000 Talern erfasst. Die Mühle erhielt den Namen Stechhansche Mühle. Stechhan ließ 1893 einen Kesselanbau an die Remise zur Unterstützung des Mühlenbetriebes anfügen und verpachtete die Mühle 1925 an den Mühlenmeister Franz Bensdorf. Dieser legte 1936 den Windantrieb still und ersetzte ihn durch einen Dieselmotor. Erst 50 Jahre später wurde das Flügelkreuz wieder in Gang gesetzt.
Die Baufirma Friedrich Hauck & Co. erwarb 1940 während des Zweiten Weltkriegs von den Nachfahren Stechans das Anwesen, das 1943 durch alliierte Luftangriffe teilweise zerstört wurde. Spätestens ab November 1941 befand sich auf dem Gelände das GBI-Lager 25 mit ca. 400 Zwangsarbeitern aus Kroatien und Serbien. Im Jahr 1947 wurden neue technische Anlagen installiert, die Richard Bensdorf bereits 1953 wieder ausgebaut und in seiner 1951 neuerrichteten Mühle in Alt-Buckow  weiterverwendet hat.
Die Mühle kam 1955 unter Denkmalschutz. 1958 wurden die Flügel und die Galerie (Umgang) wiederhergestellt, des Weiteren wurde die Mühle mit neuen Holzschindeln eingedeckt. 1959 erwarb das Land Berlin vom Architekten Franz Hauck das gesamte Mühlenanwesen für 100.000 Mark und verpachtete es zur zeitweiligen Nutzung an eine Pfadfinderorganisation.
Das Berliner Abgeordnetenhaus beschloss 1977, die damals 111 Jahre alte Britzer Mühle in das Konzept der Bundesgartenschau 1985 einzubinden; 1983 erfolgte eine Renovierung der Gebäude. Im Rahmen der Bundesgartenschau des Jahres 1985 eröffnete schließlich Bundespräsident Richard von Weizsäcker feierlich den Mühlenkomplex.
Piet Leeuw aus Buren übernahm 1986 den Mühlenbetrieb und begann im Februar 1987 mit der Ausbildung von Berliner Hobby-Müllern. Am 23. Februar 1987 wurde nach 50-jährigem Stillstand der Flügel wieder das erste Getreide in der inzwischen 121 Jahre alten Windmühle gemahlen. Am 16. Mai desselben Jahre erfolgte im Rahmen des ersten Britzer Mühlentages die Eröffnung des Restaurants Britzer Mühle. Bereits im Dezember 1987 kam es aufgrund der während des Betriebs festgestellten technischen Mängel an Ruten (Flügelbalken) und Kammrad zur vorläufigen Stilllegung der Mühle. Der bestallte niederländische Mühlenbauer Groot Wesseldijk BV Molenmakersbedrijf aus Lochem begann im Januar 1988 mit den notwendigen Instandsetzungsarbeiten. Anfang März 1988 wurden die alten Holzflügel durch eine mit dem Landeskonservator abgestimmte Holz-Stahlblech-Konstruktion ersetzt sowie ein neues Kammrad und zwei neue Steinstockräder montiert. Anfang April 1988 nahm die Mühle ihren Betrieb wieder auf, nachdem Piet Leeuw einen Probelauf bei Windstärke 8 durchgeführt hatte. Im Oktober kehrte Piet Leeuw († 21. November 2003) in seine Heimat zurück. Zuvor hatten die Müllerlehrlinge mit Auszeichnung ihre Windmüllerprüfung vor einer niederländischen Prüfungskommission abgelegt. In den bisherigen Ausbildungskursen haben inzwischen mehr als 100 Müllerinnen und Müller ihr Windmühlen-Diplom bestanden. Diese sind entweder Mitglieder im Britzer Müller Verein e. V. oder führen in anderen Mühlen und Vereinen ihr Hobby weiter. Der Britzer Müller Verein war mit seiner Windmühle eine der wenigen Institutionen in Deutschland, die diese Ausbildung noch für das Müller-Hobby anbot. Der Eigentümer der Britzer Mühle, die Grün Berlin GmbH, hat den Pachtvertrag mit dem Britzer Müller Verein zum 31. Dezember 2016 beendet. Seit 2017 betreut der Verein Britzer Müllerei e. V. die Mühle, um sie als funktionierendes technisches Denkmal für mühlenbegeisterte Menschen zu erhalten. Ebenso wird die durch Peet Leuuw initiierte Ausbildung zum Hobbymüller fortgeführt.

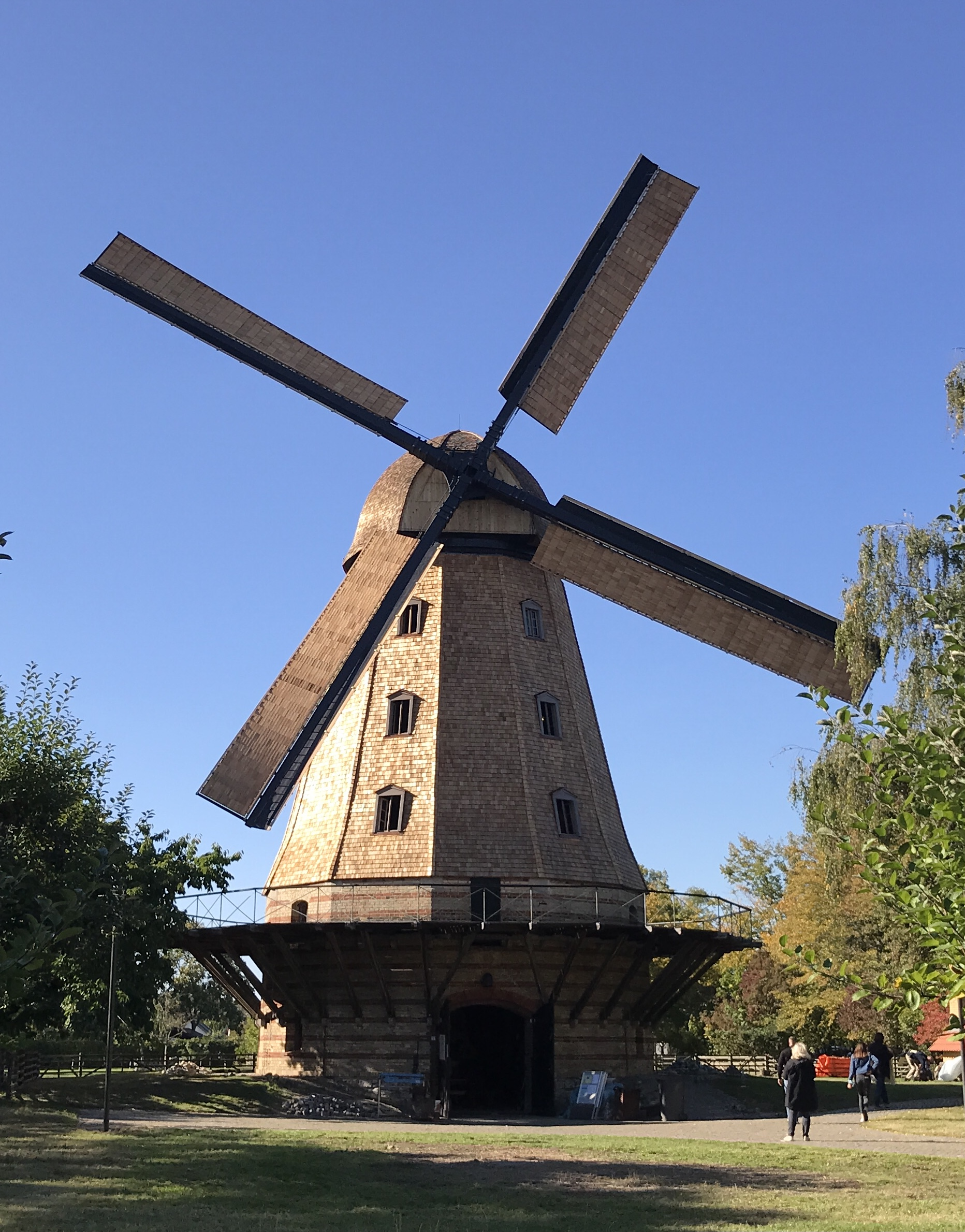
Britzer Mühle nach der Renovierung, 2021

Im Sommer 2021 wurde die Mühle aufwendig renoviert. Die Arbeiten an der Mühle wurden im Oktober 2021 abgeschlossen, die Kosten betrugen rund 700.000 Euro. Die Mühle und Kappe wurden mit Holzschindeln aus Lärchenholz neu eingedeckt. Die Flügelruten wurden mit 39 (vorher 26) Jalousiklappen ausgestattet. Nach langer Unterbrechung werden nun auch wieder Führungen angeboten.

## Windmühlen in Britz
Früher gab es im heutigen Ortsteil Britz insgesamt sechs Windmühlen:
- Radkesche Mühle (Britzer Damm 12–14),
- Knuthsche Mühle (Koppelweg 32–60),
- Dornbusch Mühle (Mariendorfer Allee 28–36), erbaut 1853[3]
- Bockwindmühle Pannwitz (Buckower Damm 120),
- Steinsche Mühle (Buschkrugallee 66–70, Franz-Körner-Straße 2–18) und die
- Stechansche Mühle (Buckower Damm 130–134).

## Daten
Bauart / Typ
- Zwölfkantige sechsgeschossige Holländerwindmühle aus Holz mit Galerie (Umlauf, Zwickstell), zweigeschossigem Steinunterbau einschließlich Galerieboden, Windrose und selbstregulierenden Jalousieklappenflügeln
- Kappenhöhe: ca. 20 m / Galeriehöhe: ca. 4,50 m
- Flügelspanne (Flucht): 25 m
- Gewicht der Kappe: ca. 27 Tonnen

Getriebe
- Obenkammrad (Flügelwelle) 95 Kämme
- Obenbunkler (Königswelle) 48 Kämme
- Stirnrad (Königswelle) 131 Kämme
- Steinstockrad (Korbrad am Weizengang) 33 Stöcke
- Steinstockrad (Korbrad am Roggengang) 38 Stöcke

Übersetzungen
- Flügelwelle: Königswelle 1 : 1,979
- Königswelle: Weizengang 1 : 3,969
- Königswelle: Roggengang 1 : 3,447
- max. Belastbarkeit: 67 Enden (Flügeldurchgänge) pro Minute, das entspricht:
- 131,5 min−1 (Umdrehungen pro Minute) am Weizengang bzw. 114,25 min−1 am Roggengang